# Tylonycteris
Tylonycteris es un género de murciélagos de la familia Vespertilionidae. Estos murciélagos se encuentran principalmente en el sudeste asiático y se caracterizan por su pequeño tamaño y adaptaciones únicas que les permiten vivir en tallos de bambú huecos, donde a menudo encuentran refugio. Las especies de Tylonycteris son conocidas por las almohadillas en sus pulgares y pies, que les facilitan adherirse a superficies lisas dentro del bambú.

## Especies
Las especies reconocidas en el género Tylonycteris incluyen:
- Tylonycteris fulvida
- Tylonycteris malayana
- Tylonycteris pachypus
- Tylonycteris pygmaeus[2]
- Tylonycteris robustula
- Tylonycteris tonkinensis

## Distribución y Hábitat
Las especies del género Tylonycteris están distribuidas en el Sureste Asiático, en países como China, Tailandia, Vietnam, Myanmar y Malasia. Son murciélagos que prefieren hábitats de bosques tropicales y subtropicales, especialmente aquellos donde crece el bambú, ya que utilizan los tallos huecos como refugio. Estas especies son insectívoras, capturando sus presas en vuelo dentro de áreas boscosas y en claros cercanos.

## Características y Adaptaciones
Una de las características más notables de Tylonycteris son las almohadillas engrosadas en sus pulgares y plantas de los pies, una adaptación única entre los murciélagos que les permite agarrarse a las superficies interiores de los tallos de bambú huecos. Esta adaptación es especialmente útil para vivir en cavidades estrechas y lisas, donde otros murciélagos tendrían dificultades para encontrar estabilidad.